# Peruaanse pieper
De Peruaanse pieper (Anthus peruvianus) is een soort zangvogel uit de familie piepers en kwikstaarten van het geslacht Anthus. De soort is afgesplitst van de gele pieper (A. lutescens).

## Verspreiding en leefgebied
De soort komt voor van westelijk Peru tot noordelijk Chili.